# ポロルー渓谷

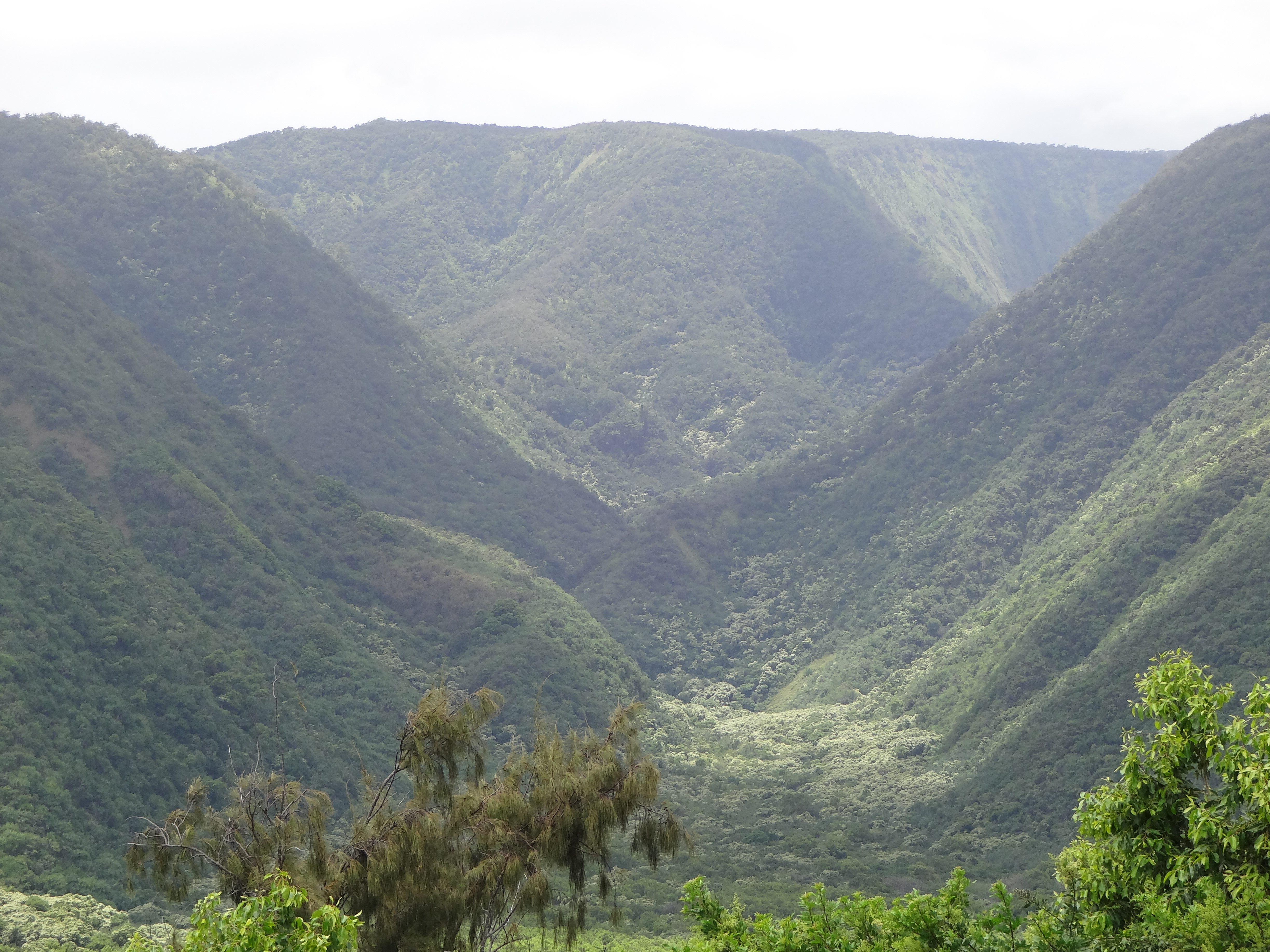
ポロルー渓谷見晴らし台から南を見る

ポロルー渓谷（ポロルーけいこく、英語: Pololū Valley）は、アメリカ合衆国ハワイ州ハワイ島の最北部にある渓谷である。Pololū（ハワイ語：Pololū、最後の「ū」に強調アクセント）は、ハワイ島のコハラ山地の東海岸を形成する一連の侵食された谷の最北端である。「ポロルー」という言葉はハワイ語で「長い槍」を意味する。

## 特徴
ポロルー渓谷はコハラ山地の側面に深い切り込みを形成し、ポロルー川（Pololū Stream）によって全体が横断されます。渓谷の上端（南）は、座標：北緯20度9分3秒 東経155度44分39秒 / 北緯20.15083度 東経155.74417度座標: 北緯20度9分3秒 東経155度44分39秒 / 北緯20.15083度 東経155.74417度にある。いくつかのハイキングコースがこの渓谷を縦横に横断し、出入りしている。渓谷の海側は美しい黒砂ビーチに面している。黄色の砂丘が内陸の緑豊かな地域を、時折起こる海の激流から保護している。

## 歴史

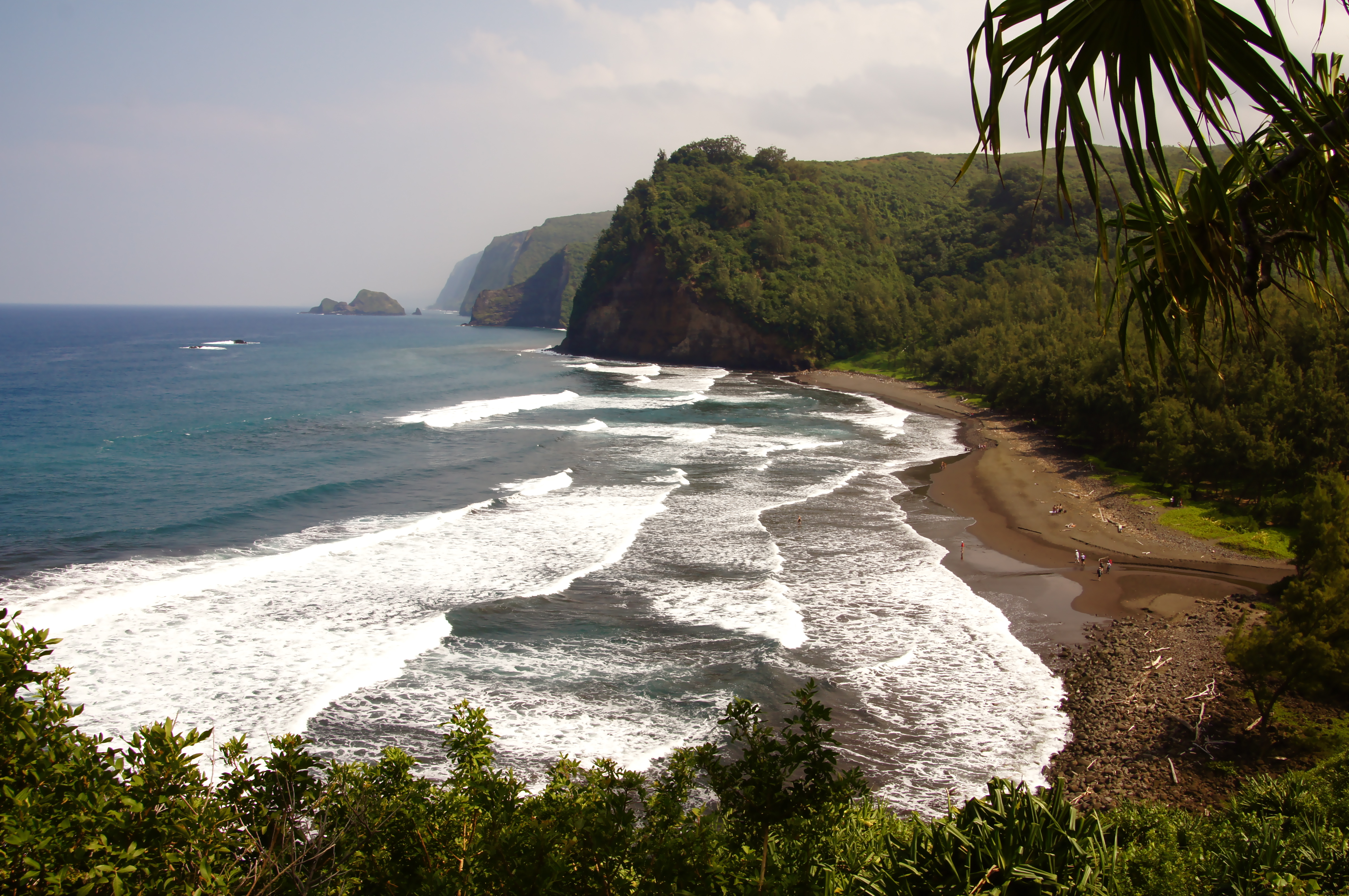
厚い葉で日陰を作るトレイルに沿って15〜20分後に、ポロルビーチの眺め

ヨーロッパの植民地化以前は、ポロルー渓谷はカロ（タロイモ）農業で有名であった。深紅色の茎で有名な、特定の種類のカロ（kalo Pololū）がここで栽培されていた。カロ農業は1800年代に稲作によって補完された。しかし、20世紀になると渓谷は使われなくなった。ホノカネ渓谷から北コハラ地区のサトウキビ畑に水を迂回させるコハラ・ディッチ（小型水路）の一部は、ポロルー渓谷の側面に沿って走っている。このディッチへのハイキングは、ツアー会社によって提供されている。

## 交通

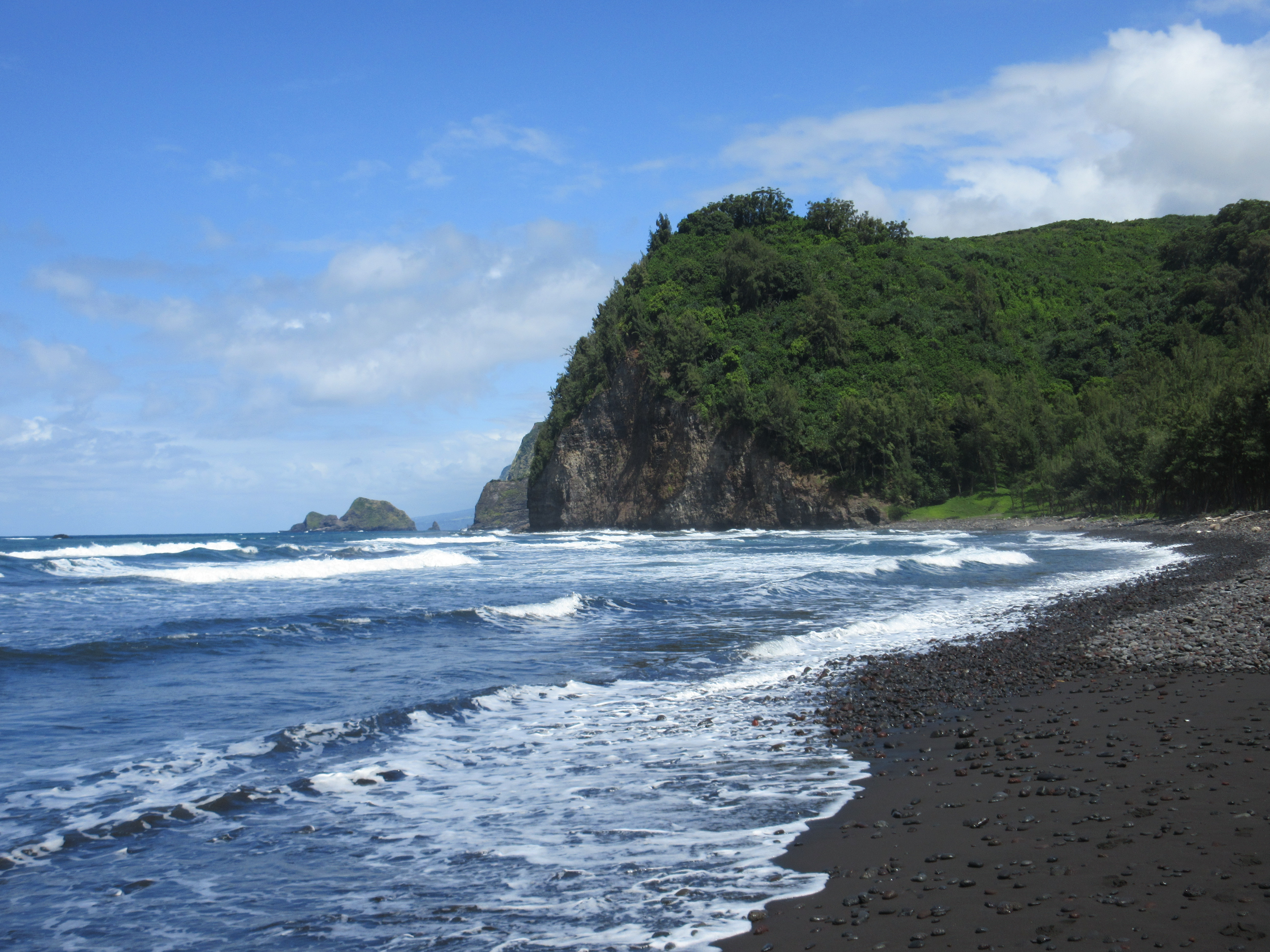
トレイルの先で、ポロルビーチへ

ポロルー渓谷は、北から、ハワイ州道270号線の終点（マイル標識：28）にあるポロルー渓谷見晴らし台（北緯20度12分13秒 西経155度44分1秒 / 北緯20.20361度 西経155.73361度）からのトレイルでアクセスできる。この比較的短い傾斜したトレイルで、渓谷の底につながり、これはトレイルは渓谷を越えて続き、尾根を越えて、隣接するホノカネヌイ渓谷に向かう。

## 参照項目
- ハワイ島の地質と地理